# Kalateh Khij
Kalāteh Khīj (farsi کلاته خیج) è una città dello shahrestān di Shahrud, circoscrizione di Bastam, nella provincia di Semnan in Iran. Aveva, nel 2006, una popolazione di 5.335 abitanti. Si trova a nord-est di Shahrud.